# Кенсингтонска палата
Кенсингтонска палата је краљевска резиденција смештена у Кенсингтонском врту, у краљевској општини Кенсингтон и Челси у Лондону, Енглеска. То је резиденција британске краљевске породице још од 17. века.

## Историја
Кенсингтонска палата, раније познат као Нотингем дом, има своје корене у једној племићкој вили саграђеној 1605. Убрзо након што Вилијам III Орански и Мери II преузели престо у Славној револуцији као савладари 1689, кренули су у потрагу за бољим местом за становање због Вилијамове астме. У лето 1689, Вилијам и Мери су купили Кенсингтонску палату од Данијела Финча, 2. грофа од Нотингема и државног секретара, за 20.000 фунти. Потом су наложили сер Кристоферу Рену да одмах започне са проширењем резиденције. Кенсингтонска палата је постала омиљена резиденција британских владара, иако званични седиште двора била је и остаје у Сент Џејмс, која није била стварна краљевска резиденција у Лондону од 17. века.